# Gosei 2009
Il Gosei 2009 è stata la trentaquattresima edizione del torneo goistico giapponese Gosei. 

## Svolgimento
- W indica vittoria col bianco
- B indica vittoria col nero
- X indica la sconfitta
- +R indica che la partita si è conclusa per abbandono
- +N indica lo scarto dei punti a fine partita
- +F indica la vittoria per forfeit
- +T indica la vittoria per timeout
- +? indica una vittoria con scarto sconosciuto
- V indica una vittoria in cui non si conosce scarto e colore del giocatore

### Fase preliminare
La fase preliminare serve a determinare chi accede al torneo per la selezione dello sfidante. Consiste in un torneo preliminare, i cui vincitori sono qualificati al torneo per la determinazione dello sfidante.

### Determinazione dello sfidante
|  | Primo turno        | Primo turno |  |  | Secondo turno     | Secondo turno |                 |              | Terzo turno | Terzo turno |  |  | Semifinale | Semifinale |  |  | Finale | Finale |
|  |                    |             |  |  |                   |               |                 |              |             |             |  |  |            |            |  |  |        |        |
|  |                    |             |  |  |                   |               |                 |              |             |             |  |  |            |            |  |  |        |        |
|  |                    |             |  |  | So Yokoku         | B+R           |                 |              |             |             |  |  |            |            |  |  |        |        |
|  | Takashi Takei      |             |  |  | Shinya Nakamura   |               |                 |              |             |             |  |  |            |            |  |  |        |        |
|  | Shinya Nakamura    | W+R         |  |  |                   |               |                 | So Yokoku    |             |             |  |  |            |            |  |  |        |        |
|  | O Meien            | B+13,5      |  |  | Satoshi Yuki      | W+R           |                 |              |             |             |  |  |            |            |  |  |        |        |
|  | Koichi Oya         |             |  |  | O Meien           |               |                 |              |             |             |  |  |            |            |  |  |        |        |
|  | Michihiro Morita   |             |  |  | Satoshi Yuki      | B+R           |                 |              |             |             |  |  |            |            |  |  |        |        |
|  | Satoshi Yuki       | B+R         |  |  |                   |               |                 | Satoshi Yuki | B+4,5       |             |  |  |            |            |  |  |        |        |
|  | Norimoto Yoda      | W+R         |  |  | Masaki Takemiya   |               |                 |              |             |             |  |  |            |            |  |  |        |        |
|  | Naoyuki Nakane     |             |  |  | Norimoto Yoda     |               |                 |              |             |             |  |  |            |            |  |  |        |        |
|  | Kunio Ishii        |             |  |  | Masaki Takemiya   | W+0,5         |                 |              |             |             |  |  |            |            |  |  |        |        |
|  | Masaki Takemiya    | W+6,5       |  |  |                   |               | Masaki Takemiya | W+R          |             |             |  |  |            |            |  |  |        |        |
|  | Rin Kaiho          |             |  |  | Hideki Takano     |               |                 |              |             |             |  |  |            |            |  |  |        |        |
|  | Hideki Takano      | B+1,5       |  |  | Hideki Takano     | W+R           |                 |              |             |             |  |  |            |            |  |  |        |        |
|  | Yoshimichi Suzuki  |             |  |  | Satoru Kobayashi  |               |                 |              |             |             |  |  |            |            |  |  |        |        |
|  | Satoru Kobayashi   | W+3,5       |  |  |                   |               |                 | Satoshi Yuki | B+1,5       |             |  |  |            |            |  |  |        |        |
|  | Kunihisa Honda     |             |  |  | Yūta Iyama        |               |                 |              |             |             |  |  |            |            |  |  |        |        |
|  | Tomoyasu Mimura    | B+R         |  |  | Tomoyasu Mimura   |               |                 |              |             |             |  |  |            |            |  |  |        |        |
|  | Masayuki Kurahashi |             |  |  | Keigo Yamashita   | B+R           |                 |              |             |             |  |  |            |            |  |  |        |        |
|  | Keigo Yamashita    | W+R         |  |  |                   |               | Keigo Yamashita |              |             |             |  |  |            |            |  |  |        |        |
|  | Kimio Yamada       |             |  |  | Yūta Iyama        | W+R           |                 |              |             |             |  |  |            |            |  |  |        |        |
|  | Yūta Iyama         | W+R         |  |  | Yūta Iyama        | W+R           |                 |              |             |             |  |  |            |            |  |  |        |        |
|  | Maki Sakai         |             |  |  | Cho Chikun        |               |                 |              |             |             |  |  |            |            |  |  |        |        |
|  | Cho Chikun         | W+R         |  |  |                   |               | Yūta Iyama      | B+3,5        |             |             |  |  |            |            |  |  |        |        |
|  | Rin Kono           | W+R         |  |  | Shinji Takao      |               |                 |              |             |             |  |  |            |            |  |  |        |        |
|  | Daisuke Murakawa   |             |  |  | Rin Kono          |               |                 |              |             |             |  |  |            |            |  |  |        |        |
|  | Shinji Takao       | W+R         |  |  | Shinji Takao      | B+2,5         |                 |              |             |             |  |  |            |            |  |  |        |        |
|  | Toshiya Imamura    |             |  |  |                   |               | Shinji Takao    | B+R          |             |             |  |  |            |            |  |  |        |        |
|  | Hiroshi Yamashiro  | W+R         |  |  | Hiroshi Yamashiro |               |                 |              |             |             |  |  |            |            |  |  |        |        |
|  | Yasutoshi Yasuda   |             |  |  | Hiroshi Yamashiro | B+4,5         |                 |              |             |             |  |  |            |            |  |  |        |        |
|  |                    |             |  |  | Shigeaki Yokota   |               |                 |              |             |             |  |  |            |            |  |  |        |        |
|  |                    |             |  |  |                   |               |                 |              |             |             |  |  |            |            |  |  |        |        |

### Finale
La finale è una sfida al meglio delle cinque partite, il detentore Cho U ha affrontato lo sfidante scelto tramite il processo di qualificazione.